# Maurice Garçon
Pour les articles homonymes, voir Garçon (homonymie).
Maurice Garçon, né le 25 novembre 1889 à Lille et mort le 28 décembre 1967 à Paris, est un avocat, conseiller juridique, essayiste, romancier, polygraphe et historien français.
Il est surtout connu pour avoir défendu un grand nombre de causes, tant littéraires que criminelles, notamment celles de René Hardy, Georges Arnaud, Jean Genet et de Jean-Jacques Pauvert.

## Biographie
Fils d'Émile Garçon (1851-1922), célèbre juriste professeur de droit pénal à la faculté de droit de Lille puis de Paris, et de Constance Schaal des Etangs, il devient avocat au barreau de Paris en 1911 après avoir rêvé de devenir poète. Maurice Garçon, tout en utilisant cette éloquence dès le début de sa carrière, fait plus appel à la raison du jury en s'inspirant de la technique de « plaidoirie express » de son mentor Henri-Robert.
Les anciens combattants lui reprochent de ne pas avoir fait la Première Guerre mondiale, pour laquelle il a été réformé en raison de sa « faiblesse de constitution et d'une imminence de tuberculose », le considérant de fait comme un planqué.
Toutefois, il recevra homologations, titres et services pour faits de résistance comme agent au sein des Forces Françaises Combattantes durant la période de l'Occupation de la France par l'Allemagne pendant la Seconde Guerre mondiale.
En juin 1967, il cosigne l'appel du Comité de solidarité française avec Israël, aux côtés personnalités comme Raymond Aron, Robert Badinter, Pierre Bénouville, Gaston Defferre, Valéry Giscard d'Estaing, Robert Merle et François Mitterrand.

### Affaires notoires

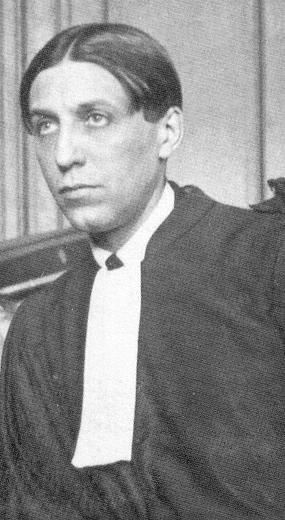

Dans les années 1920, il établit des contacts avec le milieu métapsychiste parisien. Il donne trois conférences à l’Institut métapsychique international (IMI) qui les publiera dans la Revue métapsychique : « Les guérisseurs et leurs pratiques » (juillet-août 1928), « La magie noire de nos jours » (juillet-août 1929), « Thomas Martin de Gallardon » (juillet-août 1935).
En 1924, il défend le journal L’Œuvre, ainsi que le journaliste Georges de La Fouchardière, qui avait évoqué en date du 25 octobre 1924 les loyers encaissés « au prix du stupre » sur l'exploitation de maisons de prostitution dans la rue des Pans-de-Gorron voisine de la cathédrale, par Mgr Georges Grente, archevêque du Mans.
En 1928, il cofonde, avec les frères Joseph et Georges Kessel, l'hebdomadaire Détective, le grand hebdomadaire des faits-divers.
En janvier 1929, il défend Louise Landy accusée du meurtre de son mari Paul Grappe, ancien déserteur travesti pendant dix années en femme pour échapper aux poursuites. Elle est acquittée. Cette affaire inspirera André Téchiné pour son film Nos années folles (2017).
En 1931, dans L'affaire Favre-Bulle, François Mauriac dénonce la cruauté de Maurice Garçon, avocat de la partie civile, envers Mme Favre-Bulle accusée d’avoir tué son mari pour fuir avec son amant.
En 1932, Maurice Garçon a défendu avec succès le roman de Georges Simenon Le Coup de lune contre le reproche de la diffamation (calomnie), sinon l’accusatrice aurait dû affirmer qu’elle était autrefois une prostituée.
En 1939, il représente avec Maurice Loncle la partie civile allemande dans l’Affaire Grynszpan.
Il plaide pour Francis Carco dans le procès Camoin. En 1941, il est également de défenseur de l'escroc Charles Joseph Fossez, un voyant plus connu sous le nom du « fakir Birman » devant la 16e chambre correctionnelle du Tribunal de première instance de la Seine (Paris).
Il devient l'avocat de l’Académie Goncourt. En 1943, il fait acquitter sous les acclamations du public Henri Girard, plus connu sous le nom de Georges Arnaud, le futur auteur du Salaire de la peur, accusé d'avoir assassiné son père, sa tante et leur bonne à coups de serpe. La même année, il sauve de l'échafaud Jean Gautier, jugé par le Tribunal d'État pour avoir assassiné à Poitiers le 13 mai 1943, en compagnie de quatre étudiants, le docteur Michel Guérin, alias Pierre Chavigny, l'éditorialiste du journal collaborationniste L'Avenir de la Vienne.
À la Libération, il défend victorieusement deux fois de suite René Hardy soupçonné d'avoir livré Jean Moulin aux Allemands lors de la réunion de Caluire. En 1953  il assure victorieusement en tant que partie civile, les intérêts de la famille Finaly contre Mlle Brun, cette dernière ayant refusé de rendre à leur famille deux enfants juifs qu'on leur avait confié. Garçon permet ainsi aux deux jeunes frères de rejoindre leur famille. En 1954, dans un procès en appel devenu célèbre, citant comme témoins Georges Bataille, Jean Cocteau et Jean Paulhan, il assure la défense du jeune éditeur Jean-Jacques Pauvert qui, bravant la censure, a publié l’Histoire de Juliette, Les Cent Vingt Journées de Sodome et La Philosophie dans le boudoir du marquis de Sade. Il continue de le défendre dans l'affaire d'Histoire d'O, qui se solde en octobre 1959 par une annulation grâce à l'intervention habile de Dominique Aury, dont on apprit plus tard que c'était elle qui se cachait derrière le pseudonyme de Pauline Réage, l'auteur alors non identifié du roman sulfureux.
En 1962, la pugnacité de Maurice Garçon permet aux éditeurs d’œuvres érotiques (Jean-Jacques Pauvert, Régine Desforges…) de pouvoir imprimer des textes jusque-là interdits et susceptibles de condamnation pour outrage.

### Guerre d'Algérie
Pendant la guerre d'Algérie, il doit mener une enquête diligentée par le gouvernement français sur les exactions de l'Armée française en Algérie, en tant que secrétaire général de la commission de sauvegarde des droits et libertés individuels créée par le décret du 7 mai 1957, dont Pierre Béteille est le président. Le général Massu confirme dans une conversation de l'été 1958 avec Béteille les difficultés rencontrées concernant "le statut civil de 3000 femmes musulmanes dont les maris ont disparu au cours des événements de février 1957", période au cours de laquelle l'armée a tenté de briser les participants à la grève lancée pour le 28 janvier 1957. La répression est ensuite ralentie par l'arrêté du 11 avril 1957 qui fait obligation aux militaires de déclarer sous 24 heures les personnes qu'ils arrêtaient[réf. nécessaire] mais aussi par la démission du secrétaire général de la police d'Alger Paul Teitgen a pris effet en septembre 1957. Son travail est empêché par Pierre Bolotte, qui parvient à lui refuser d'accéder aux documents qu'il demande.

### Autres activités

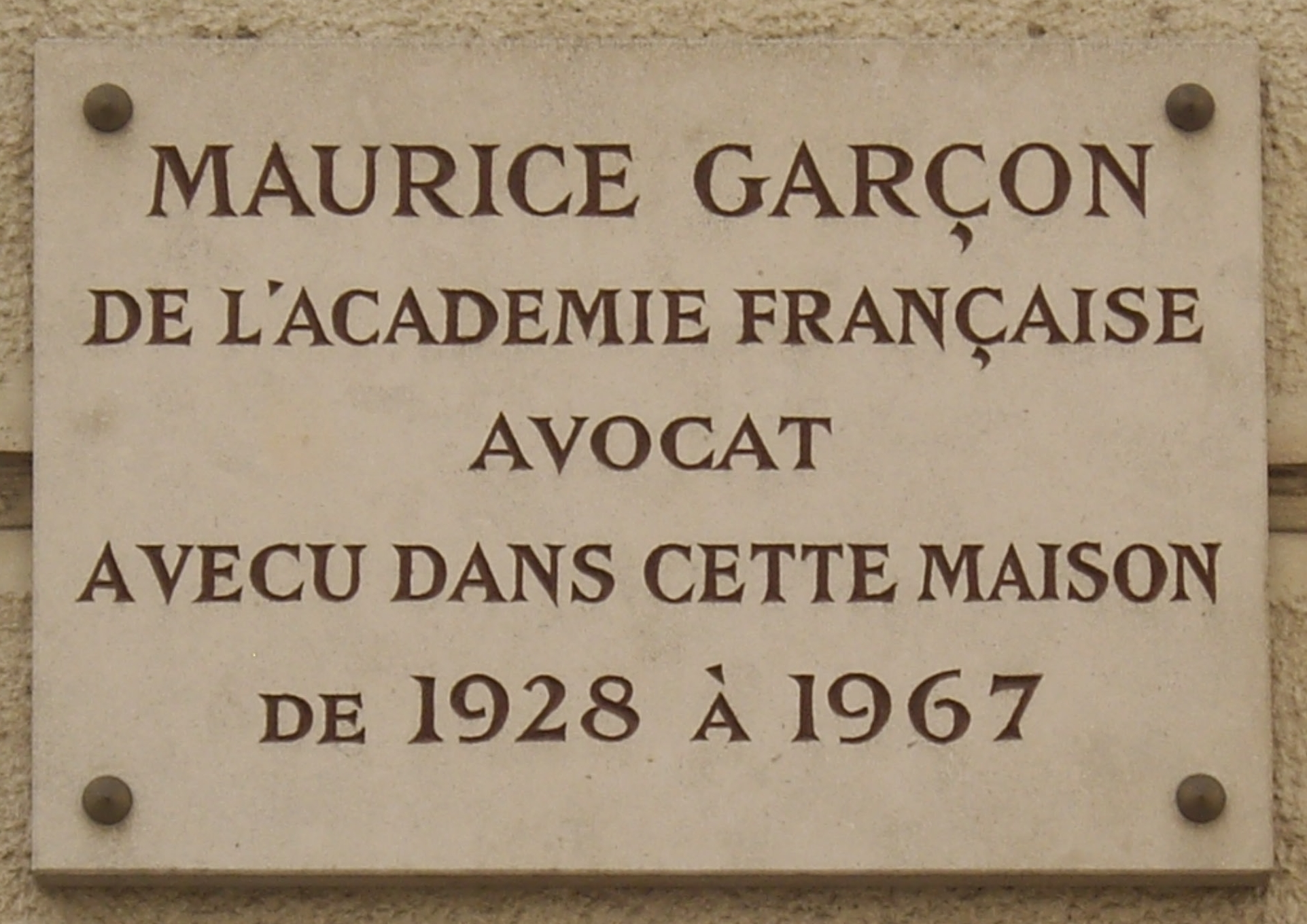
Plaque commémorative apposée au 10, rue de l’Éperon à Paris.

Passionné de littérature ésotérique, il écrit plusieurs livres sur la sorcellerie et rassemble dans son appartement parisien de la rue de l’Éperon une bibliothèque spécialisée (dont 400 ouvrages sur le Diable). Il reçoit de nombreuses personnalités des arts et des lettres dans son domaine de campagne, au château de Montplaisir, près de Ligugé. Amateur d'art, il contribue, avec son ami Roland Dorgelès au célèbre canular du tableau Et le soleil s'endormit sur l'Adriatique peint par l'âne Boronali (anagramme d'Aliboron).
L’Académie française lui décerne le prix de Jouy en 1941.
Avec Paul Claudel, Charles de Chambrun, Marcel Pagnol, Jules Romains et Henri Mondor, il est une des six personnes élues le 4 avril 1946 à l'Académie française lors de la deuxième élection groupée de cette année visant à combler les très nombreuses places vacantes laissées par la période de l'Occupation. Il est reçu le 16 janvier 1947 par André Siegfried au fauteuil de Paul Hazard qui, à cause de la guerre, n'avait jamais été reçu.
Grande figure du barreau, il est cité avec René Floriot — son parfait contraire sur le plan du caractère — dans la dernière phrase du film de Jean-Pierre Melville Bob le flambeur. Insolent, anticonformiste refusant d'être membre de l'ordre des avocats, il est détesté par beaucoup de ses confrères.
On lui doit quelques frasques d'anthologie comme jouer à la pétanque place de la Concorde, faire servir à table des carafes d'eau dans lesquelles tournoyaient des poissons rouges. Il est par ailleurs membre du conservatoire de l'Humour, président du Club du Cirque et avocat du syndicat français de la prestidigitation (art qu'il pratiquait).

### Décès - Famille
Maurice Garçon est mort le 28 décembre 1967 à Paris.
Il est enterré au cimetière de Trivaux à Meudon.
Marié en août 1921 avec Suzanne Grivellé (1891-1977), il a trois enfants : Pierre (1922-1997), également avocat, il publie ses écrits sous le nom de Pierre Maurice-Garçon, Françoise (1925-2015) épouse du médecin François Lhermitte et Jean Garçon (1928-2010).

## Hommage
Une avenue à Ligugé, dans la Vienne, porte son nom.

## Plaidoyers
- Plaidoyer pour René Hardy (1950).
- Plaidoyer contre Naundorff (1955). Un procès contre la famille Naundorff, dont l'ancêtre prétendait être Louis XVII, fils de Louis XVI.
- En marge de l'Immortel : un procès d'archéologie (1932) : affaire de Glozel.
- En marge de l'anneau d'améthyste : un procès épiscopal (1924). Ou l'évêque du Mans, Mgr Grente, se révèle propriétaire de maisons closes et encaisse force loyers.
- Avocat de l'abbé Desnoyer dans un procès pour exorcisme contre la secte Notre-Dame des Pleurs fondée par Marie Mesmin.
- En marge des Fleurs du mal : un procès littéraire (1926).
- En marge de l'Énéide : un procès artistique (1927). Le peintre Charles Camoin contre Francis Carco sur la propriété artistique.
- En marge de Lui et Elle : Elle et Eux (1928). Défense de la vérité historique au sujet de George Sand.
- En marge de La Henriade : le procès de la critique (1937).
- En marge de La Cognomologie : un procès onomastique 18 juillet 1941 (Henry de Montherlant).
- En marge du dépit amoureux : un procès d'impuissance (1923).
- En marge de Pro Juventute : un procès disciplinaire. 2 mars 1936.
- En marge de Nostradamus : le procès de l'astrologue (entre-deux-guerres).
- L'affaire des piqueuses d'Orsay : un procès lié au problème de l'euthanasie (1942).
- Procès contre le journal Samedi Soir : le conflit de la presse et de la vie privée (années 1950).
- Le procès de la succession Bonnard et le droit des artistes (1952).
- Plaidoyer contre la censure (1963). Défense de l'éditeur Jean-Jacques Pauvert à l'occasion de la publication d'œuvres du marquis de Sade.

## Œuvres
- Le Symbolisme du Sabbat, Paris : Mercure de France, 1923.
- Le Diable, étude historique, critique et médicale, en collaboration avec Jean Vinchon, 1926.
- La Vie exécrable de Guillemette Babin, sorcière, 1926[18].
- Vintras, hérésiarque et prophète, 1928.
- Le Magnétisme devant la loi pénale, Durville, 1928, 33 p.
- Rosette Tamisier ou La miraculeuse aventure, 192.
- Trois histoires diaboliques, 1930.
- Code pénal commenté des contraventions, complétant l’œuvre de son père Émile Garçon, 1930.
- Étude sur le Siam et Choisy, introduction à la réédition du Journal du voyage de Siam de l’abbé de Choisy aux éditions Duchartre et Van Buggenhoudt, 1930.
- Essai sur l’éloquence judiciaire, 1931.
- La Justice contemporaine, 1870-1932, 1933.
- La Justice au Parnasse, 1935.
- « Comment Huysmans vint à Ligugé », La Revue des Deux-Mondes, 15 décembre 1938, p. 901-911.
- Magdeleine de la Croix, abbesse diabolique, 1939.
- Huysmans inconnu, du bal du Château-rouge au monastère de Ligugé, 1941.
- Le douanier Rousseau, accusé naïf, 1941.
- Tableau de l’éloquence judiciaire, 1943.
- L’Affaire Girard, 1945[19].
- Sur les faits divers, 1945.
- 13 drames du poison, 1948.
- Plaidoyer pour René Hardy, 1950.
- Procès sombres, 1950.
- Louis XVII ou La Fausse énigme, 1952.
- Sous le masque de Molière, 1953.
- Plaidoyers chimériques, 1954.
- La tumultueuse existence de Maubreuil, marquis d’Orvault, 1954.
- Plaidoyer contre Naundorff, 1955.
- Choses et autres, 1956.
- Histoire de la Justice sous la Troisième  République, 1957.
- Défense de la liberté individuelle, 1957.
- Le Journal d’un juge, 1958.
- Le Costume des avocats, 1958.
- Histoires curieuses, 1959.
- Plaidoyer contre la censure, Jean-Jacques Pauvert, à l'occasion du procès Sade, 1963.
- L’Avocat et la Morale, 1963.
- Nouvelles histoires curieuses, 1964.
- Lettre ouverte à la Justice, 1966.
- Le Palais et l’Académie, 1966.
- Maurice Garçon, Journal. 1939-1945, Éditions Les Belles Lettres/Fayard, 2015.
- Maurice Garçon, Journal. 1912-1939, Éditions Les Belles Lettres/Fayard, 2022.

### Sources
- Fonds Maurice Garçon (1766-1979).  Cote : 304AP (19860089/1-19860089/822). Archives nationales (présentation en ligne).